# Смрт фашизму
Смрт фашизму! је други студијски албум сарајевске групе Плави оркестар. Албум садржи хитове Сава тихо тече, Зелене су очи биле те и Фа, фа, фа. Албум је објављен 1986. године у издању дискографске куће Југотон.

## О албуму
Албум је сниман на јесен 1986. Албум је имао дијамантски тираж.
Гости на албуму су били Алфи и Илан Кабиљо, клапа Шибеник, Уснија Реџепова итд.
Праћен је спотовима за песме Фа, фа, фа, Сава тихо тече и Путеру, путеру.

## Списак песама
| №   | Назив                                                      | Трајање |  |
| 1.  | Фа, фа фашиста, немој бити ти (јербо ћу те ја драга убити) |         |  |
| 2.  | Мангуп                                                     |         |  |
| 3.  | Јованка                                                    |         |  |
| 4.  | То је шок                                                  |         |  |
| 5.  | Путеру путеру                                              |         |  |
| 6.  | Сава тихо тече                                             |         |  |
| 7.  | Устани, вољена сејо                                        |         |  |
| 8.  | Зелене су биле очи те                                      |         |  |
| 9.  | Валцер                                                     |         |  |
| 10. | У Јеврема слика та                                         |         |  |
| 11. | Нисам је пробудио                                          |         |  |
| 12. | Кад си сам, друже мој                                      |         |  |
| 13. | Када плачу грлице                                          |         |  |

## Топ листе

### Недељна листа
| Листа           | Највиша позиција |
| --------------- | ---------------- |
| Радио ТВ ревија | 5                |

## Обраде
- Фа, фа фашиста, немој бити ти (јербо ћу те ја драга убити) - Види, види, види (Дубиоза колектив)[8]